# Ilyomyces lavagnei
Ilyomyces lavagnei är en svampart som först beskrevs av F. Picard, och fick sitt nu gällande namn av F. Picard 1917. Ilyomyces lavagnei ingår i släktet Ilyomyces och familjen Laboulbeniaceae.   Inga underarter finns listade i Catalogue of Life.